# Lawton (Michigan)
Lawton è un villaggio degli Stati Uniti d'America, situato nello Stato del Michigan, nella contea di Van Buren.